# 银山镇 (东平县)

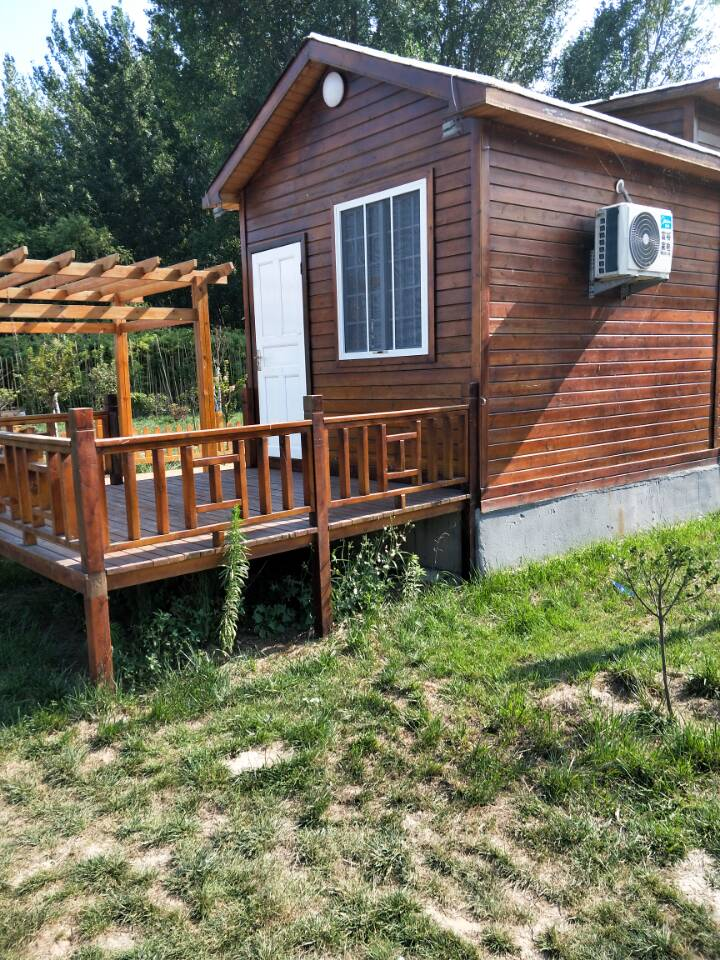
银山田园风光

银山镇，是中华人民共和国山東省泰安市东平县下辖的一个乡镇级行政单位。

## 行政区划
银山镇下辖以下地区：
前银山村、后银山村、东茂王村、段窝村、西茂王村、孙皋村、贺庄村、张山窝村、簸箕王村、铁山头村、大洪口村、徐把什村、北刘村、石庙村、肖庄村、徐庄村、郭楼村、杨庄村、刘庄村、闫海村、沈屯村、战屯村、耿山口村、南刘村、马山头村、蔡窝村、狗山村、后楼村、毛山头村、轩堂村、东钓台村、西钓台村、玄桥村、昆山村、南堂子村、山赵村、牛楼村、牛庄村、山窝村、西腊山村、东腊山村、卧牛山村、顾庞村和西汪村。

## 建制沿革
1985年12月，银山镇由梁山县划给东平县。

## 人口
2010年中国第六次人口普查时，银山镇共有人口56196人。共有家庭15608户，平均每户3.49人。14岁以下的少年儿童共9372人，占总人口16.67%；15-64岁人口共41689人，占总人口74.18%；65岁及以上的老年人共5135人，占总人口的9.137%。男性共计28698人，占总人口51.06%；女性共计27498，占总人口48.93%。本地居住的人口中，拥有本地户籍的人口为55487人，占98.73%。